# Joan Carrillo
Joan Antoni Carrillo Milán (Monistrol de Montserrat, Španjolska, 8. rujna 1968.), španjolski nogometni trener i bivši nogometaš. 

## Karijera

### Igračka karijera
Rodio se u španjolskome Monistrol de Montserratu, 8. rujna 1968. godine. Kao igrač debitirao je davne 1988., u dresu CF Lloreta, nakon kojega odlazi u Gironu. U devedesetima je još nastupao za Andorru, B momčad Espanyola, Polideportivo Ejido, Palamós CF i Vilassar de Mar. Pretežno je nastupao u trećoj ligi i Trećoj diviziji.

### Trenerska karijera
Iste godine, 2001., nakon što je prekinuo igračku, Joan Carrillo započinje i trenersku karijeru. Započinje je funkcijom trenera u mladoj momčadi Espanyola, njegovog igračkog kluba. Kasnije trenira Gironu, za koju je također igrao u karijeri. Nakon Girone, 2008. se godine vraća u Espanyol u Barcelonu gdje postaje pomoćni trener B vrste. Jednu je godinu proveo kao asistent treneru u B momčadi Espanyola, a potom postaje pomoćnim trenerom prve postave istoga kluba. Nakon tri godine u Espanyolu, Carrilo odlazi u Mađarsku gdje postaje trenerom tamošnjeg prvoligaša Videotona. Prvo je tri godine (2011. – 14.) radio kao pomoćni trener, zatim preuzima funkciju glavnoga trenera na godinu dana. Nakon četiri godine u Mađarskoj, vraća se u Španjolsku gdje postaje trenerom Almeríje. Dana 5. prosinca 2016. godine, imenovan je trenerom splitskog Hajduka.  Dana 6. studenoga 2017. godine smijenjen je u Hajduku, nakon katastrofalnog prvenstvenog poraza od Rudeša dva dana prije. Nakon Hajduka preuzeo je kormilo Wisle Krakow. Međutim, tamo je izdržao samo šest mjeseci, kada je ekspresno smijenjen zbog neslaganja s upravom kluba poljskog kluba.